# Joseph Mezger
Joseph Mezger OSB, häufig auch Metzger, (* 5. September 1635 in Eichstätt als Johann Willibald Mezger; † 26. Oktober 1683 in St. Gallen) war ein deutscher Benediktinerpater, Theologe, Historiker und Kirchenrechtler.

## Leben
Mezger war der Sohn des fürsterzbischöflichen Hofkanzlers unter Paris Graf von Lodron Johann Christoph Mezger (1594–1658). Er trat zusammen mit seinem Bruder Franz am 8. September 1651 in den Benediktinerstift St. Peter in Salzburg ein, erhielt dort seine Ausbildung und empfing die Priesterweihe. Er las am 1. Januar 1659 seine erste Heilige Messe. 1658 nahm er seine Lehrtätigkeit am Akademischen Gymnasium Salzburg als Professor der Poesie auf. Daneben war er am Stift St. Peter ab 1660 Novizenmeister und danach bis 1662 Subprior. 
Mezger wechselte 1662 an die Universität Salzburg und lehrte dort bis 1664 als Professor für Philosophie. Im Studienjahr 1663/1664 war er Dekan der Philosophischen Fakultät. Am 4. September 1665 wurde er zum Dr. theol. promoviert und zugleich wechselte er an die Theologische Fakultät der Universität. An dieser unterrichtete er bis 1680 als Professor, nach seiner Promotion zum Doktor der Rechte insbesondere als Professor des Kirchenrechts sowie später auch als Professor der Heiligen Schrift und Polemik. Außerdem war er im Studienjahr 1678/1679 Dekan der Theologischen Fakultät. Von 1674 bis 1683 hatte er zudem das Amt des Prokanzlers der Universität inne. 
Mezger wurde am 2. Dezember 1673 Prior des Stifts in Salzburg, zudem erhielt er den Titel eines Geistlichen Rats. Er stand wie sein Bruder Paul Mezger in einem freundschaftlichen Briefwechsel mit Jean Mabillon und verstarb auf einer Reise in der Fürstabtei St. Gallen.

## Werke (Auswahl)
- Quatuor gradus naturae: esse, vivere, sentire, et intelligere, Mayr, Salzburg 1664.
- Panacea iuris, sive Remedium universale restitutionis in integrum, Mayr, Salzburg 1673.
- Casus Iuridicus Matrimonialis, Mayr, Salzburg 1674.
- mit seinen Brüdern Franz und Paul: Historia Salisburgensis, Mayr, Salzburg 1692.